# Radiostelle/Alle corde
Radiostelle/Alle corde è un singolo di Heather Parisi, pubblicato nel 1983.
Scritto da Michele Guardì, Gianni Ferrio e Silvio Testi, era la sigla del varietà televisivo di Rai 1 "Al Paradise" del 1983, premiato come miglior trasmissione televisiva europea dell'anno al festival di Montreux in Svizzera.. Il disco si posizionò al trentasettesimo posto dei singoli più venduti..
Il lato B del disco contiene Alle corde, un brano scritto da Art De Rosa, Daniele Cestana, Franco Miseria e Silvio Testi..

## Tracce
Lato A
1. Radiostelle – 3:33 (Michele Guardì-Gianni Ferrio-Silvio Testi)

Durata totale: 3:33
Lato B
1. Alle corde – 3:28 (Art De Rosa-Daniele Cestana-Franco Miseria-Silvio Testi)

Durata totale: 3:28